# Helmdange
Helmdange (en luxemburguès: Hielem; en alemany: Helmdingen) és una vila de la comuna de Lorentzweiler situada al districte de Luxemburg del cantó de Mersch. Està a uns 8,5 km de distància de la ciutat de Luxemburg.